# Linia Wallace

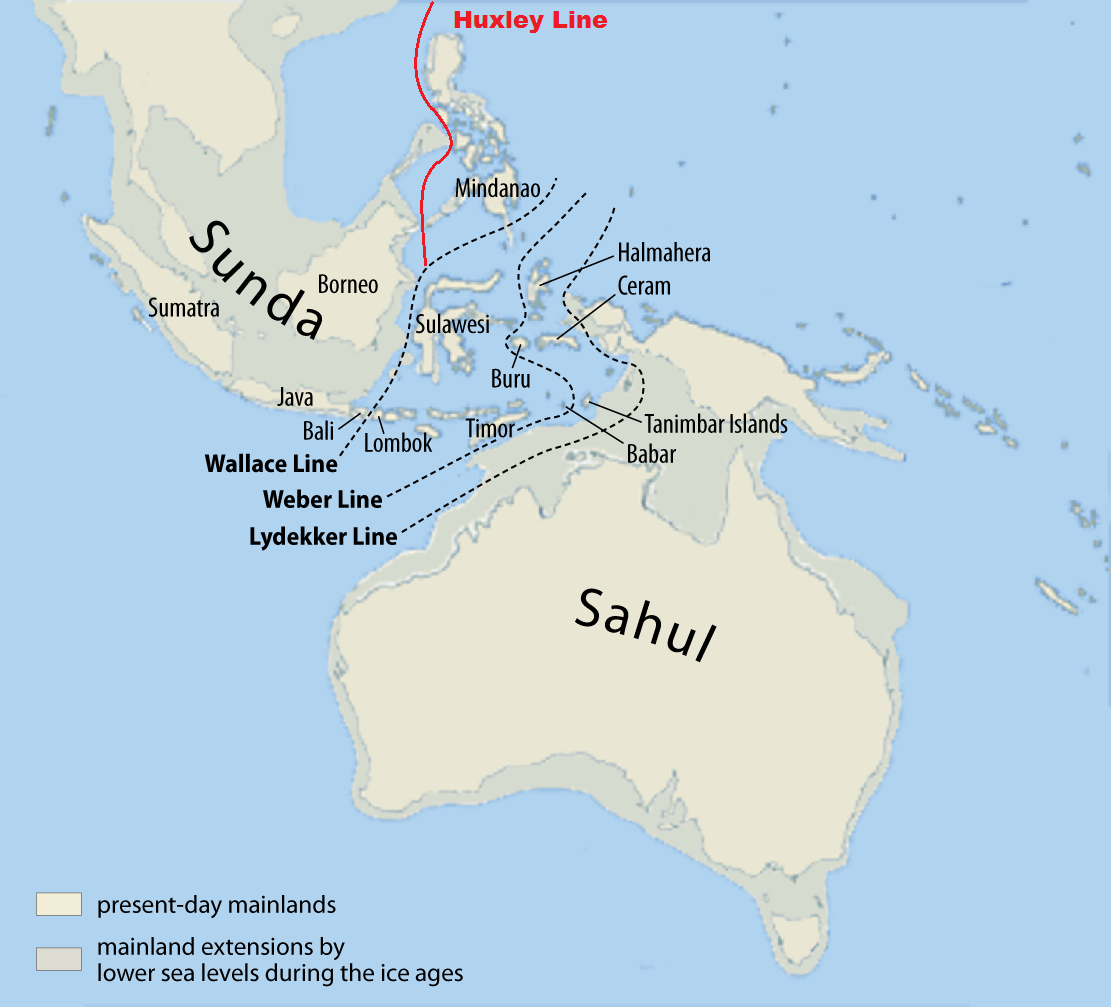
Linia Wallace delimitează fauna Australiei de cea a Asiei de Sud-Est. Extinderea probabilă a teritoriului terestru în timpul ultimului maxim glacial, când nivelul mării a fost cu 110 m sub cel actual, este marcată cu gri.

Linia Wallace este o frontieră faunală, descoperită în 1859 de către naturalistul britanic Alfred Russel Wallace și numită astfel de către biologul englez Thomas Henry Huxley, care separă zona biogeografică a Asiei de Wallacea, o zonă de tranziție între Asia și Australia. La vest de linie sunt prezente doar speciile asiatice, la est viețuiesc specii de origine și asiatică, și australiană. 
Linia trece prin Indonezia între insulele Borneo și Sulawesi, continuându-se prin Strâmtoarea Lombok între insulele Bali și Lombok. Distanța dintre cele două insule este mică, de circa 35 km. Arealele multor specii de păsări respectă linia, dat fiind faptul că multe păsări nu se aventurează în largul mării nici pe distanțe scurte. Unii lilieci sunt răspândiți de ambele părți ale liniei, dar mamiferele mai mari se găsesc în general doar de o parte a liniei; excepțiile includ macaci, porci și tarsieri pe Sulawesi. Alte grupuri de plante și animale prezintă situații diferite, dar regulă generală este rezonabil de consistentă. Un gen de plante care nu trece linia este genul australasian Eucalyptus. Speciile care se găsesc doar de partea asiatică a liniei sunt tigrii și rinocerii, pe când marsupialele și monotremele sunt prezente doar la est de aceasta.
În cursul perioadelor glaciare, când nivelul mării era cu până la 120 metri mai jos, atât Asia cât și Australia formau mase terestre continue cu insulele de pe șelfurile lor continentale. Zona de mare adâncime dintre acestea a fost timp de peste 50 milioane de ani o barieră care a separat flora și fauna australiene de cele din Asia. Wallacea constă din insulele care nu au făcut parte recent din nici una din cele două mase continentale și prin urmare au fost colonizate de către organismele capabile să traverseze strâmtorile dintre insule. Frontiera biogeografică dintre Wallacea și zona biogeografică australiană se numește Linia Lydekker.